# Hof Espelo

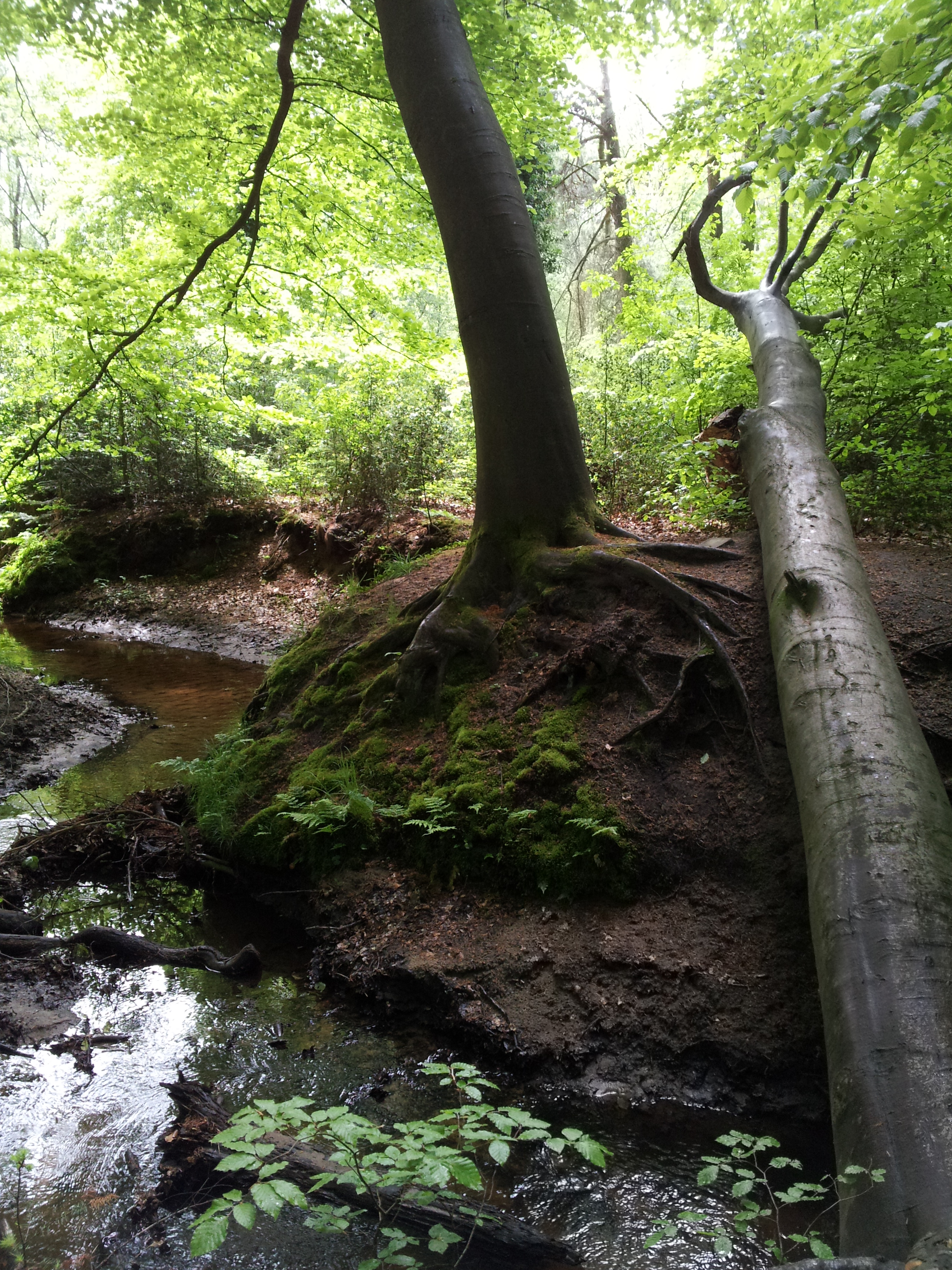
Beek op het landgoed

Hof Espelo is een landgoed dat ten noordwesten van Enschede en ten zuidoosten van Hengelo gelegen is. Het wordt doorsneden door twee beken: de Leutinkbeek en de Eschbeek. Anno 2010 staan op het landgoed nog zeven boerderijen en een voormalig koetshuis. Ook het landhuis wordt nog bewoond. Sinds 1984 is Landschap Overijssel eigenaar van het ca. 150 hectare grote gebied. Er is een speelbos voor kinderen en een bezoekerscentrum.

## Geschiedenis
Hof Espelo werd voor het eerst genoemd in een bul van paus Innocentius III, toen het op 28 mei 1215 tot de goederen van de proosdij van het kapittel van Sint-Pieter te Utrecht behoorde. De hofmeier (rentmeester) zetelde eeuwenlang op Hof Espelo, terwijl hij het beheer voerde over alle goederen van het kapittel in Twente en de graafschap Bentheim. Jaarlijks kwamen de 
hofhorigen op 17 september bijeen om hun pacht te voldoen en om de voorlezing van hun plichten door de hofmeier aan te horen. Nadat de kerk haar eigendommen in Twente in 1770 had verkocht werd de laatste hofmeier, Gabriël Davina eigenaar. Toen deze stierf was Hof Espelo 225 hectare groot. In 1887 kocht de familie Cromhoff Hof Espelo van de erven van de kleinzoon van Davina. De familie Breuning ten Cate werd na de Tweede Wereldoorlog de laatste particuliere eigenaar van het landgoed.

## Landschap
Aan de oostzijde van het landgoed ligt een stuwwal rond welke in de laatste ijstijd nog enkele meters dekzand zijn afgezet. Op deze hogere gronden bouwde men boerderijen en legde men de essen aan. Op lagere gedeelten kwam in de negentiende eeuw bosbouw op rabatten tot stand. Een lange laan met eiken en beuken doorsnijdt het landgoed. Ook een sterrenbos maakt deel uit van het landgoed. Rond het hele landgoed lag vroeger een brede wal waarvan hier en daar nog een stuk aanwezig is. In de Tweede Wereldoorlog maakte Hof Espelo deel uit van vliegveld Twente. De Duitsers legden op het landgoed rolbanen aan om hun vliegtuigen in het bos te kunnen verstoppen, afgedekt met netten. De rolbanen werden omringd door nieuw aangelegde wallen, die nog grotendeels te zien zijn. Een vloeiweide die honderden jaren geleden werd aangelegd om arme grond te bemesten met groeizaam beekwater, zodat er hooi gewonnen kon worden, is begin eenentwintigste eeuw hersteld.

## Flora

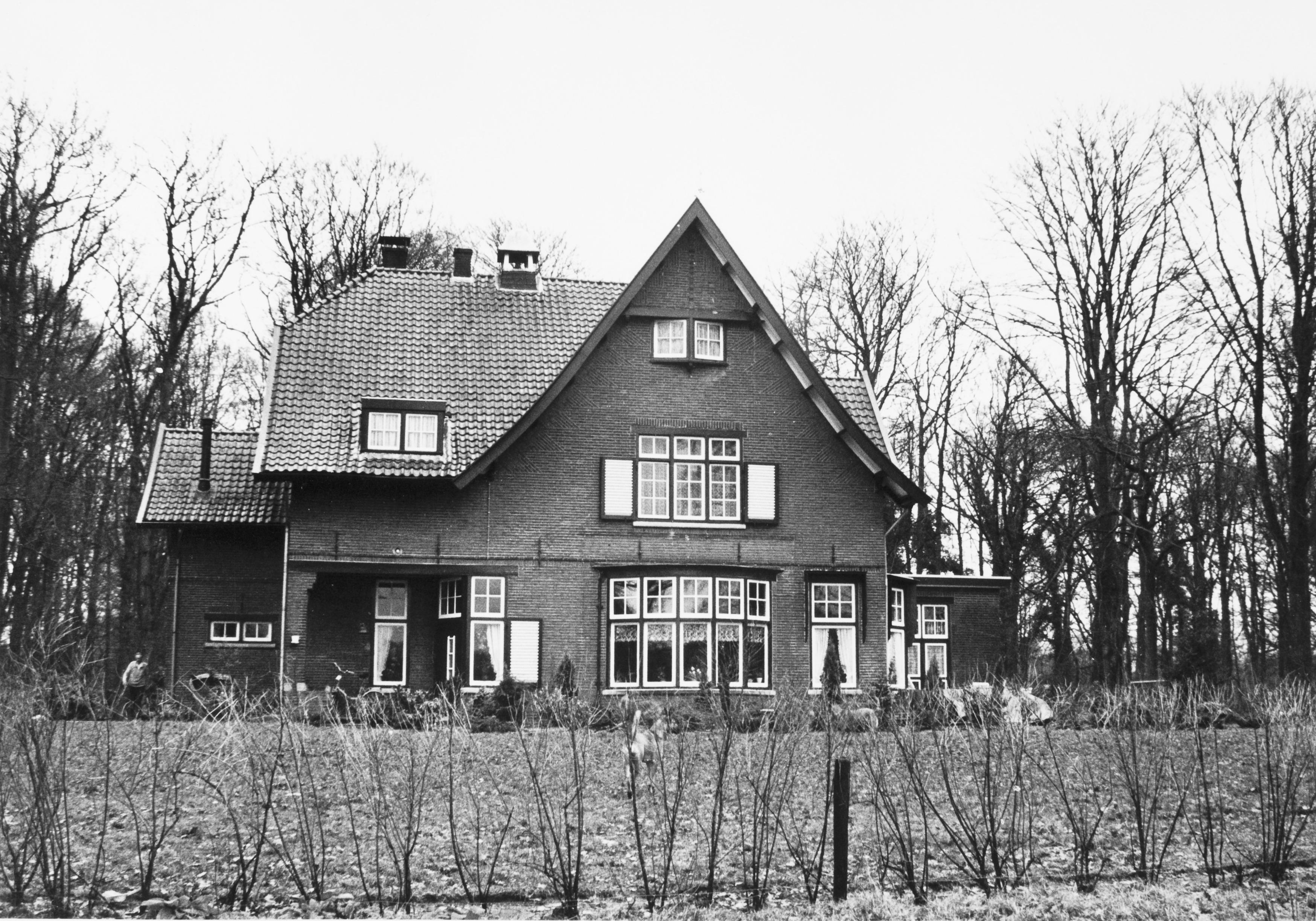
Landhuis

In de vochtige hooilanden die af en toe onder water staan groeien bijzondere planten. Op de zure en beschaduwde grond groeit witte klaverzuring. Elders zijn planten als salomonszegel, wilde hyacint en adelaarsvaren en struiken als bergvlier, taxus en hulst te vinden. 

## Landhuis
Het op Hof Espelo gelegen landhuis Espelo is gebouwd in 1927 naar een ontwerp van de architecten Van der Goot en Kruisweg. Het pand, dat valt onder de Amsterdamse School, is thans een rijksmonument.